# بخش لکومو
بخش لکومو (به لاتین: Lékoumou Department) یک منطقهٔ مسکونی در جمهوری کنگو است که در جمهوری کنگو واقع شده‌است. بخش لکومو ۲۰٬۹۵۰ کیلومتر مربع مساحت و ۹۶٬۳۹۳ نفر جمعیت دارد.